# Andrea C. Busch
Andrea C. Busch (* 22. Juni 1963 in Darmstadt; † 2. September 2008 ebenda) war eine deutsche Schriftstellerin.
Nach einer Ausbildung zur Diplom-Übersetzerin für Englisch und Niederländisch arbeitete Busch seit 2001 an der Fakultät für Biologie der Universität Darmstadt, wo sie in der Zellbiologie tätig war.
Daneben wirkte sie freiberuflich als Übersetzerin, z. B. von Timothy Findley, und als Autorin. Bekannt geworden ist sie als Verfasserin zahlreicher Kurzgeschichten, die in verschiedenen Anthologien erschienen. Andrea C. Busch hat auch mehrere Anthologien (mit-)herausgegeben (zuletzt „Mord im Weinkeller“, 2007, „Mord zwischen Lachs und Lametta“, 2005, und „Mord zum Dessert“, 2003). Diese Krimi-Anthologien wurden von Bengt Fosshag illustriert; die Reihe fand Anklang, einzelne Bücher wurden mehrmals, in bis zu 8 Auflagen, herausgegeben, sowie in andere Sprachen übersetzt.
Ihre Anthologien und ihre Kurzgeschichten zeichnen sich häufig durch eine Verbindung von kriminalistischer Spannung mit kulinarischer Rezepten aus.
Andrea C. Busch lebte mit ihrem Partner in Groß-Zimmern.

## Werke
- Mord stinkt zum Himmel. Kriminalroman. Econ Verlag, 1996